# Andrea Stašková
Andrea Stašková (Znojmo, 12 de mayo de 2000), es una futbolista checa. Juega de delantera y su actual equipo el A. C. Milan de la Serie A italiana. Ha ganado dos ligas y tres copas con el Sparta Praga y tres ligas, tres supercopas y una copa doméstica con la Juventus de Turín y una Copa de la Reina con el Atlético de Madrid. Además es internacional con la selección absoluta de República Checa, y fue elegida mejor jugadora checa de 2021.

## Trayectoria

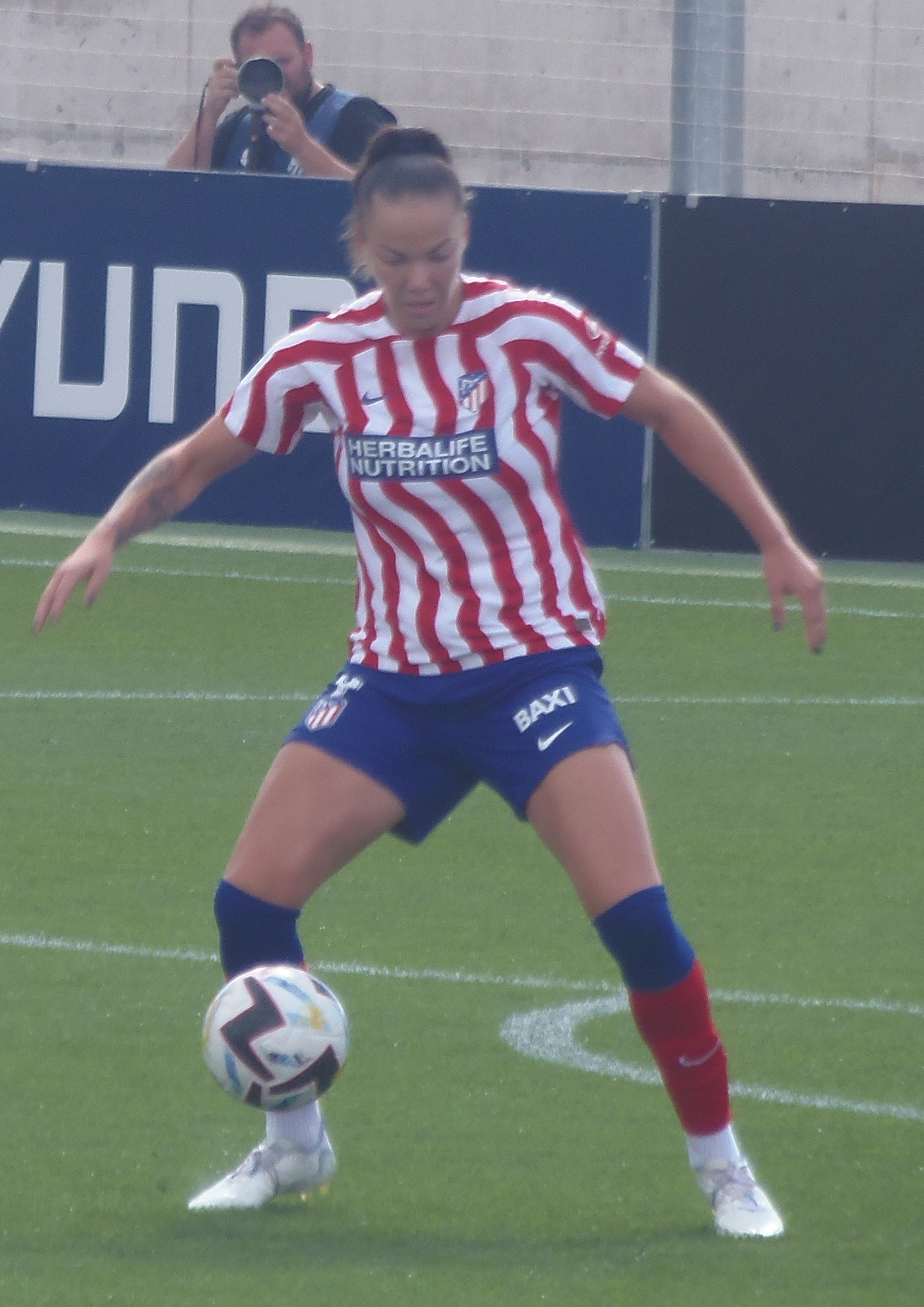
Andrea Staskova en 2022

### Inicios
Se aficionó al fútbol por influencia de su padre, entrenador de este deporte. Aficionada también al billar y al baloncesto, comenzó a jugar en el equipo de su ciudad, el FK Znojmo. Jugó en equipos mixtos hasta los 15 años. En las seis temporadas demostró su capacidad goleadora, con más de 260 tantos en unos 200 partidos disputados entre el campeonato y la liga de invierno indoor.
Tras ser descubierta por el entrenador del Sparta Brno, que la recomendó a la entrenadora del Sparta Praga, Evě Haniakové, fichó en 2015 por el equipo de la capital checa. En su primer año jugó con el equipo juvenil, con el que ganó el campeonato nacional anotando 12 goles. En agosto de 2016 participó en la quinta edición de la Copa WFC, un torneo internacional femenino juvenil organizado anualmente por la Asociación de Fútbol de la República Checa que tiene lugar en Slaný. En la final gananaron al  FSV Gütersloh y fue elegida mejor jugadora del torneo.

### Debut profesional
En la temporada 2016-17 debutó en el primer equipo y consiguió marcar tanto en liga como en copa. El 5 de octubre de 2016, con 16 años, debutó en la Liga de Campeones, jugando la ida de los dieciseisavos de final en el campo del Twente, con derrota por 2-0. Una semana después marcó el gol de su equipo en el partido de vuelta, que concluyó con derrota por 1-3. Ese año ganaron la Copa de la República Checa al vencer por 2-0 al Slavia de Praga en la final, con el segundo gol marcado por Stašková en los últimos minutos del encuentro. En la liga fueron subcampeonas por detrás del Slavia.
En la temporada 2017-18 se proclamaron campeonas de liga tras ser segundas en la primera fase. Stašková fue elegida Talento del Año. En la fase por la lucha al título el Sparta ganó todos los partidos y adelantó al Slavia, ganando la liga por un punto. Stašková fue la máxima goleadora del equipo con 14 tantos. Fue el primer título del Sparta tras cinco años de sequía liguera y también ganó la copa checa tras vencer por 3-1 sobre el 1. Football Club Slovácko. En la Liga de Campeones eliminaron al PAOK en los dieciseisavos de final, y cayeron ante el Linköpings en octavos de final.
En la temporada 2018-19 el Sparta de Praga fue eliminado en los dieciseisavos de final de la Liga de Campeones por el Ajax. Sin embargo, dominó la liga, ganando todos los partidos de la primera fase y cediendo tan solo un empate en la segunda fase. Stašková volvió a ser elegida Talento del año, y fue la máxima goleadora de la liga con 32 goles marcados. En la Copa golearon en todos sus partidos hasta llegar a la final, en la que se enfrentaron al Slavia de Praga. El Slavia se adelantó en la primera parte y Kylie Strom igualó el partido en la segunda mitad, lo que les permitió llegar a la tanda de penaltis en la que ganó el Sparta, conquistando de nuevo el doblete de liga y copa.
Cerró su paso con el Sparta con dos ligas y tres copas ganadas, además de acumular 8 partidos y 3 goles en la Liga de Campeones.

### Salto internacional
El 3 de julio de 2019 fichó por el en esos momentos vigente campeón italiano, la Juventus de Turín. Debutó el 14 de septiembre en partido liguero contra el Empoli. Marcó su primer gol con la Juventus el 25 de septiembre, en el partido de vuelta de la Liga de Campeones en campo del Barcelona (2-1), pero que no sirvió para la clasificación de las piamontesas por la derrota sufrida en la ida por 0-2. Volvió a marcar un mes después sentenciando la victoria por 2-0 en la final de la Supercopa de Italia ante la Fiorentina (2-0). En febrero de 2020 logró un triplete en el campo del Empoli en la ida de los cuartos de final de la Copa de Italia. Tuvo una participación escasa durante la temporada, saliendo casi siempre desde el banquillo. Con 2 goles en 12 partidos de liga, que se interrumpió debido a la pandemia por Covid-19, contribuyó a lograr el tercer Scudetto consecutivo de las bianconere, el primero de la atacante, finalizando la temporada como la única jugadora de la Serie A capaz de marcar en todas las competiciones disputadas por el club.
En la temporada 2020-21 marcó 8 goles en Liga, incluyendo un doblete que permitió a su equipo ganar por 1-2 el campo de la Fiorentina, y volvió a ganar el Scudetto, ganando todos los partidos de liga, a lo que se sumó nuevamente a la Supercopa. Participó en todos los partidos disputados por la Juventus esta temporada, y anotó 13 goles. Fue nominada como Jugadora del Año 2020 de la República Checa, terminando en segundo lugar detrás de Kateřina Svitková. En la Liga de Campeones cayeron en los dieciseisavos de final ante el Olympique de Lyon. El equipo no fue regular durante la temporada y apenas jugó en los últimos minutos de cada partido. El club cambió de técnico y acabarono en cuarta posición en liga. En la Copa de la Reina se clasificaron de forma sólida para la final, en la que se enfrentaron al Real Madrid en el Estadio de Butarque de Leganés y no pudo participar por lesión. El equipo ganó el trofeo en la tanda de penaltis tras remontar un 2-0 adverso en el tiempo de descuento.
En la temporada 2021-22 volvieron a ganar la liga, en la que marcó 5 goles, entre ellos los goles de la victoria en los últimos minutos ante la Associazione Sportiva Roma (femenino) y el Inter de Milán (femenino), y la Supercopa, a las que hubo de añadir en esta ocasión la Copa de Italia. Fue elegida Futbolista checa del año 2021. En la Liga de Campeones pasaron las rondas previas y la fase de grupos dejando fuera al Chelsea, y cayeron en cuartos de final de nuevo ante esl Olympique de Lyon, que ganaría el Campeonato. Stašková marcó ante el Wolfsburgo en la fase de grupos y ante el Lyon en los cuartos de final.
En verano de 2022 fichó por el Atlético de Madrid, que en su presentación destacó «su poderío físico» y «su habilidad para el remate de cabeza fruto de su 1’80 de altura», además de «su capacidad para encontrar los espacios le hacen ser, además de una gran goleadora, una atacante que asiste con frecuencia.» Debutó con el club rojiblanco el 17 de septiembre de 2022 en el primer partido de liga ante el Sevilla F.C. con victoria por 1-3, tras sustituir a Ludmila en el minuto 89. Volvió a ser elegida mejor jugadora checa del año en 2022. Con el club rojiblanco jugó principalmente los minutos finales de cada partido, sin poder marcar con frecuencia. El equipo no logró el objetivo de clasificarse para la Liga de Campeones, pero ganó la Copa de la Reina, sin que Staskova pudiese participar por una lesión.
El 1 de julio de 2023 fue traspasada al A. C. Milan.

## Selección nacional

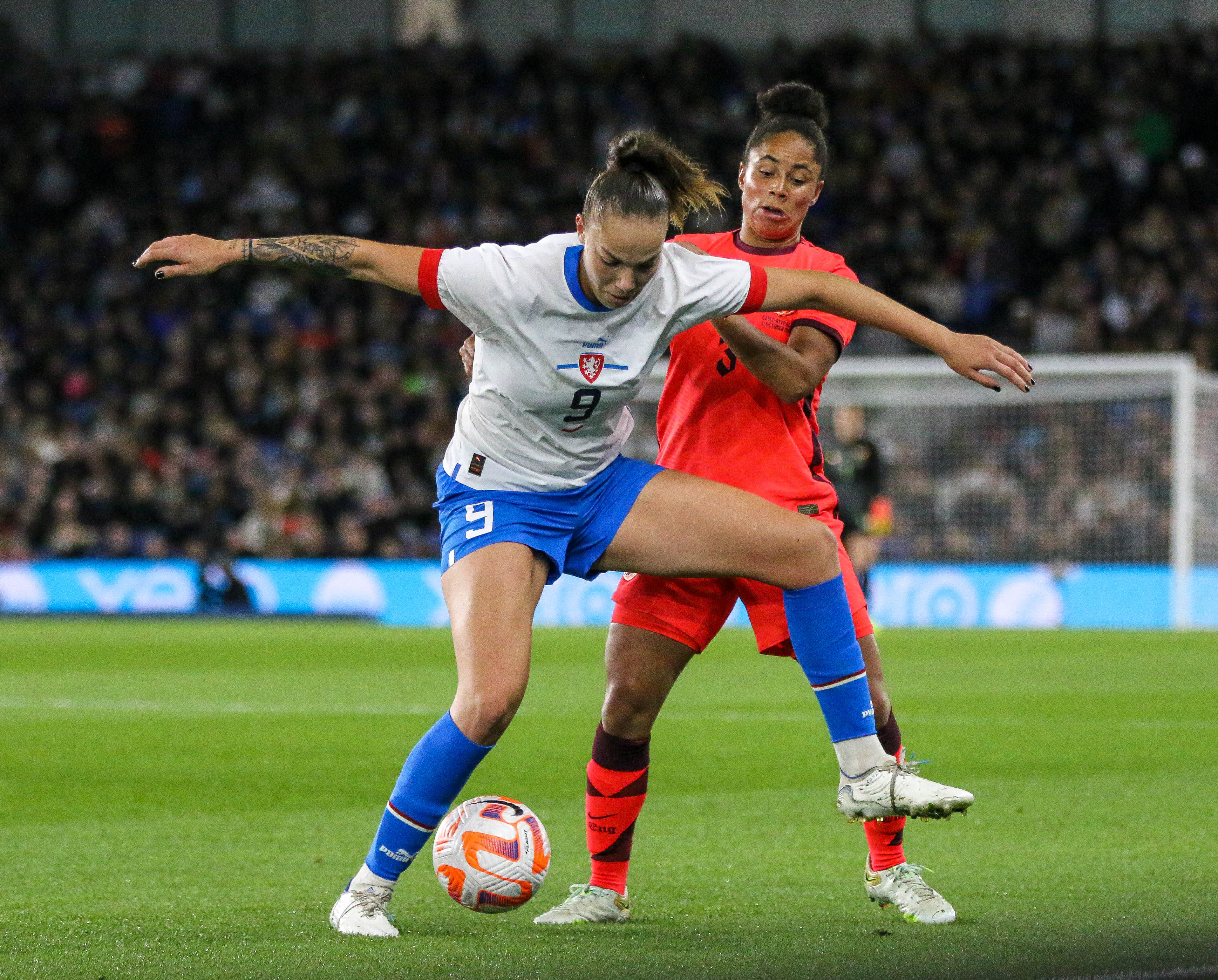
Stašková con su selección en octubre de 2022 jugando contra Inglaterra

### Categorías juveniles
Debutó con la selección sub-17 el 20 de febrero de 2015 en el Torneo de Desarrollo de la UEFA ante Irlanda, donde marcó su primer gol internacional. Posteriormente debutó con la selección sub-15 el 23 de marzo de 2015 en un amistoso contra Polonia. En esta categoría disputó 4 partidos amistosos.
Participó en las eliminatorias del Campeonato Europeo sub-17 de 2016, en las que marcó dos goles, uno ante Bélgica en la ronda preliminar, en la que se clasificaron como segundas de grupo, y otro ante  Hungría en la Ronda Élite, en la que fueron primeras de grupo tras haber empatado ante Francia y ganado ante Irlanda en los partidos previos. La fase final se jugó en Bielorrusia. Debutaron contra Italia, cosechando un empate sin goles. En el segundo partido perdieron por 1-0 ante España, y en el último encuentro fueron goleadas por 4-0 por Alemania. Stašková disputó los tres partidos quedaron en el último lugar de su grupo. 
También jugó en la edición de 2017, en la que la República Checa participó como país anfitrión. Fue capitana y jugó en los tres partidos de la fase de grupos. Debutaron ante Francia y perdieron por 2-1, luego fueron goleadas por España y Alemania por 5-1, quedando últimas de grupo.
El 10 de junio de 2017 debutó marcando el primer gol con la Sub-19 en un amistoso ante Estados Unidos, que ganaron por 2-1. Jugó las eliminatorias para los Campeonatos Europeos Sub-19 de 2018 marcando sendos tripletes ante Bielorrusia y Bulgaria, y volviendo a marcar ante Suecia en la fase preliminar, pasando como campeonas de grupo. En la Ronda Élite marcó el gol de la victoria ante Escocia (2-1), y marcó el último gol en la goleada ante Rusia (7-0), pero empataron a 2 goles ante Italia y no pasaron a la fase final por diferencia de goles con las trasalpinas.
También participó en la Ronda Élite de la edición de 2019, donde abrió en marcador en la victoria por 2-0 ante Austria, y jugó en la derrota ante Alemania, y ya eliminadas no jugó el último partido ante Grecia.

### Selección absoluta
Stašková fue convocada con la selección absoluta para el partido del 12 de junio de 2018 en casa contra Islas Feroe, válido para la clasificación para el Mundial de Francia de 2019. El seleccionador, Karel Rada, ya había trabajado con ella en su etapa en la selección sub-17. Debutó en el minuto 64, reemplazando a Lucie Martínková y vencieron por 4-1. Jugó los dos partidos restantes ante Eslovenia e Islandia, Sin embargo quedaron terceras de su grupo, y no pudieron disputar el Mundial.
Marcó su primer gol el 30 de agosto de 2019 en la victoria por 0-7 sobre Moldavia en Chișinău, tras sustituir a Kateřina Svitková en el minuto 65, en el primer partido clasificatorio para la Eurocopa de Inglaterra de 2022. Volvió a ser suplente en la previsible derrota ante España. Luego se convirtió en un elemento básico de la selección nacional, siendo titular en el resto de los partidos de clasificación. Marcó y dio una asistencia en la victoria por 4-0 ante Azerbaiyán. Empataron sin goles en casa ante el gran rival por la segunda plaza del grupo, Polonia, y luego inauguró el marcador en el siguiente partido contra las polacas, que ganaron por 0-2. Supieron gestionar su ventaja en la clasificación ganando por 3-0 a Azerbaiyán, con dos asistencias suyas, y 7-0 a Moldavia, partido en el que marcó dos goles y dio una asistencia, logrando clasificarse para disputar los playoffs como segundas de grupo ante Suiza. Se adelantaron en la ida desde el punto de penalti, pero las helvéticas empataron en el último minuto, también de penalti. Idéntico resultado se dio en el partido de vuelta, en el que perdieron el pase a la Eurocopa en los penaltis.
En marzo de 2020 participó en la Copa de Chipre y disputó los dos partidos del torneo.
Desde septiembre de 2021 ha participado en las eliminatorias para el Mundial de Australia y Nueva Zelanda de 2023. Adelantó a las checas en el primer partido ante Países Bajos, que acabó con un meritorio empate a un gol, y marcó un doblete en la goleada por 8-0 sobre Chipre en la segunda jornada. Perdieron el tercer encuentro, ante Islandia, y se adelantaron en dos ocasiones ante Países Bajos, con una asistencia suya en el primer gol, pero las neerlandesas volvieron a remontar el partido y empataron a dos. Una nueva derrota ante Islandia las descolgó definitivamente de la lucha por la clasificación al Mundial, y Staskova ya no jugó el siguiente partido ante Bielorrusia.
En febrero de 2022 disputó de la séptima edición de la SheBelieves Cup, torneo por invitación reservado a las selecciones nacionales de fútbol femenino, donde participó en los tres partidos de la República Checa. Tras superar una lesión en pretemporada, el 1 de septiembre de 2022 fue suplente ante Chipre y marcó el gol que cerró la victoria por 0-6 en partido de la fase de clasificación para el Mundial.

## Estadísticas

### Clubes
Actualizado al último partido jugado el 23 de mayo de 2023.
| Club                           | Div.                  | Temporada     | Liga  | Liga  | Liga   | Copas nacionales | Copas nacionales | Copas nacionales | Copas internacionales | Copas internacionales | Copas internacionales | Total | Total | Total  | Media goleadora |
| Club                           | Div.                  | Temporada     | Part. | Goles | Asist. | Part.            | Goles            | Asist.           | Part.                 | Goles                 | Asist.                | Part. | Goles | Asist. | Media goleadora |
| ------------------------------ | --------------------- | ------------- | ----- | ----- | ------ | ---------------- | ---------------- | ---------------- | --------------------- | --------------------- | --------------------- | ----- | ----- | ------ | --------------- |
| Sparta Praga · República Checa |                       |               |       |       |        |                  |                  |                  |                       |                       |                       |       |       |        |                 |
| 1.ª                            | 2016-17               | ?             | 2     |       | ?      | 3                |                  | 2                | 1                     | 0                     |                       | 6     |       | ?      |                 |
| 1.ª                            | 2017-18               | 18            | 14    |       | 2      | 2                |                  | 4                | 2                     | 1                     | 24                    | 18    | 1+    | 0.75   |                 |
| 1.ª                            | 2018-19               | 20            | 32    |       | 4      | 3                |                  | 2                | 0                     | 0                     | 26                    | 35    |       | 1.34   |                 |
| Total Sparta de Praga          | Total Sparta de Praga | 38+           | 45    |       | 6+     | 8                |                  | 8                | 3                     | 1                     | 52+                   | 59    | 1+    | ?      |                 |
| Juventus de Turín · Italia     |                       |               |       |       |        |                  |                  |                  |                       |                       |                       |       |       |        |                 |
| Serie A                        | 2019-20               | 12            | 2     | 0     | 3      | 4                |                  | 2                | 1                     | 0                     | 17                    | 7     |       | 0.41   |                 |
| Serie A                        | 2020-21               | 22            | 8     | 5     | 8      | 5                |                  | 2                | 0                     | 0                     | 32                    | 13    | 5+    | 0.40   |                 |
| Serie A                        | 2021-22               | 17            | 5     | 4     | 7      | 5                | 3                | 12               | 6                     | 2                     | 36                    | 16    | 9     | 0.42   |                 |
| Total Juventus                 | Total Juventus        | 51            | 15    | 9     | 18     | 14               | 3+               | 16               | 7                     | 2                     | 85                    | 36    | 14+   | 0.42   |                 |
| Atlético de Madrid · España    | 1.ª                   | 2022-23       | 27    | 3     | 2      | 3                | 0                | 0                |                       |                       |                       | 30    | 3     | 2      | 0.10            |
| Atlético de Madrid · España    | Total club            | Total club    | 27    | 3     | 2      | 3                | 0                | 0                |                       |                       |                       | 30    | 3     | 2      | 0.10            |
| Total carrera                  | Total carrera         | Total carrera | 116+  | 66    | 11+    | 27+              | 22               | 9+               | 24                    | 10                    | 3                     | 167+  | 98    | 17+    | 0.56            |
| 1. 2. 3.                       |                       |               |       |       |        |                  |                  |                  |                       |                       |                       |       |       |        |                 |

### Selección
Actualizado al último partido jugado el 22 de febrero de 2023.
| Selecciones                                                                                                | Año   | Europeo(4) | Europeo(4) | Europeo(4) | Mundial (4) | Mundial (4) | Mundial (4) | Amistosos | Amistosos | Amistosos | Total | Total | Total  | Media goleadora |
| Selecciones                                                                                                | Año   | Part.      | Goles      | Asist.     | Part.       | Goles       | Asist.      | Part.     | Goles     | Asist.    | Part. | Goles | Asist. | Media goleadora |
| --- | ----- | ---------- | ---------- | ---------- | ----------- | ----------- | ----------- | --------- | --------- | --------- | ----- | ----- | ------ | --------------- |
| Sub-15 · República Checa                                                                                   | 2015  |            |            |            |             |             |             | 4         | 0         |           |       |       |        | -               |
| Sub-15 · República Checa                                                                                   | Total |            |            |            |             |             |             | 4         | 0         |           |       |       |        | -               |
| Sub-17 · República Checa                                                                                   | 2015  | 2          | 1          |            |             |             |             | 5         | 3         |           | 7     | 4     |        | 0.57            |
| Sub-17 · República Checa                                                                                   | 2016  | 6          | 1          |            |             |             |             | 11        | 5         |           | 17    | 6     |        | 0.35            |
| Sub-17 · República Checa                                                                                   | 2017  | 3          | 0          |            |             |             |             |           |           |           | 3     | 0     |        | -               |
| Sub-17 · República Checa                                                                                   | Total | 11         | 2          |            |             |             |             | 16        | 8         |           | 27    | 10    |        | 0.37            |
| Sub-19 · República Checa                                                                                   | 2017  | 3          | 7          |            |             |             |             | 1         | 1         |           | 4     | 8     |        | 2.00            |
| Sub-19 · República Checa                                                                                   | 2018  | 3          | 2          |            |             |             |             | 3         | 0         |           | 6     | 2     |        | 0.33            |
| Sub-19 · República Checa                                                                                   | 2019  | 2          | 1          |            |             |             |             | 2         | 0         |           | 4     | 1     |        | 0.25            |
| Sub-19 · República Checa                                                                                   | Total | 8          | 10         |            |             |             |             | 6         | 1         |           | 14    | 11    |        | 0.79            |
| Abs. · República Checa                                                                                     | 2018  |            |            |            | 3           | 0           | 0           | 2         | 0         | 0         | 5     | 0     | 0      | -               |
| Abs. · República Checa                                                                                     | 2019  | 3          | 2          | 1          |             |             |             | 3         | 0         | 0         | 6     | 2     | 1      | 0.33            |
| Abs. · República Checa                                                                                     | 2020  | 5          | 3          | 3          |             |             |             | 2         | 0         | 0         | 7     | 3     | 3      | 0.43            |
| Abs. · República Checa                                                                                     | 2021  | 2          | 0          | 0          | 4           | 3           | 2           | 1         | 0         | 0         | 7     | 3     | 2      | 0.43            |
| Abs. · República Checa                                                                                     | 2022  |            |            |            | 3           | 1           | 0           | 6         | 4         | 0         | 9     | 5     | 0      | 0.55            |
| Abs. · República Checa                                                                                     | 2023  |            |            |            |             |             |             | 3         | 1         | 0         | 3     | 1     | 0      | 0.33            |
| Abs. · República Checa                                                                                     | Total | 10         | 5          | 4          | 10          | 4           | 2           | 17        | 5         |           | 37    | 14    | 6      | 0.38            |
| (4) Se incluyen partidos en fases clasificatorias, no incluye Torneo de Exentos ni Torneo Desarrollo UEFA. |       |            |            |            |             |             |             |           |           |           |       |       |        |                 |

#### Participaciones en Eurocopas
| Competición         | Categoría | Sede            | Resultado      | Partidos | Goles |
| ------------------- | --------- | --------------- | -------------- | -------- | ----- |
| Europeo Sub-17 2016 | Sub-17    | Bielorrusia     | Fase de grupos | 3        | 0     |
| Europeo Sub-17 2017 | Sub-17    | República Checa | Fase de grupos | 3        | 0     |
| Total               | –         | –               | –              | 6        | 0     |

#### Goles internacionales
| N.º | Fecha                    | Estadio                                             | Rival        | Gol | Resultado | Competición                                                           |  |
| --- | ------------------------ | --------------------------------------------------- | ------------ | --- | --------- | --------------------------------------------------------------------- |  |
| 1.  | 30 de agosto de 2019     | Zimbru Stadium, Chișinău, Moldavia                  | Moldavia     | 0-6 | 0-7       | Clasificación para la Eurocopa Femenina 2022                          |  |
| 2.  | 7 de noviembre de 2019   | Bayil Arena, Bakú, Azerbaiyán                       | Azerbaiyán   | 0-2 | 0-4       | Clasificación para la Eurocopa Femenina 2022                          |  |
| 3.  | 22 de septiembre de 2020 | Municipal de Bielsko-Biała, Bielsko-Biała, Polonia  | Polonia      | 0-2 | 0-2       | Clasificación para la Eurocopa Femenina 2022                          |  |
| 4.  | 1 de diciembre de 2020   | Estadio Letní, Chomutov, República Checa            | Moldavia     | 1-0 | 7-0       | Clasificación para la Eurocopa Femenina 2022                          |  |
| 5.  | 1 de diciembre de 2020   | Estadio Letní, Chomutov, República Checa            | Moldavia     | 6-0 | 7-0       | Clasificación para la Eurocopa Femenina 2022                          |  |
| 6.  | 17 de septiembre de 2021 | Noordlease Stadion, Groninga, Países Bajos          | Países Bajos | 0-1 | 1-1       | Clasificación de UEFA para la Copa Mundial Femenina de Fútbol de 2023 |  |
| 7.  | 21 de septiembre de 2021 | Stadion u Nisy, Liberec                             | Chipre       | 1-0 | 8-0       | Clasificación de UEFA para la Copa Mundial Femenina de Fútbol de 2023 |  |
| 8.  | 21 de septiembre de 2021 | Stadion u Nisy, Liberec                             | Chipre       | 5-0 | 8-0       | Clasificación de UEFA para la Copa Mundial Femenina de Fútbol de 2023 |  |
| 9.  | 1 de septiembre de 2022  | AEK Arena, Lárnaca                                  | Chipre       | 0-6 | 0-6       | Clasificación de UEFA para la Copa Mundial Femenina de Fútbol de 2023 |  |
| 10. | 7 de octubre de 2022     | Estadio Letná, Zlín                                 | Hungría      | 1-0 | 3-3       | Partido amistoso                                                      |  |
| 11. | 7 de octubre de 2022     | Estadio Letná, Zlín                                 | Hungría      | 2-0 | 3-3       | Partido amistoso                                                      |  |
| 12. | 7 de octubre de 2022     | Estadio Letná, Zlín                                 | Hungría      | 3-3 | 3-3       | Partido amistoso                                                      |  |
| 13. | 15 de noviembre de 2022  | Estadio Nacional de Rugby Arcul de Triumf, Bucarest | Rumanía      | 0-1 | 1-2       | Partido amistoso                                                      |  |
| 14. | 19 de febrero de 2023    | CommBank Stadium, Sídney                            | Jamaica      | 0-1 | 2-3       | Partido amistoso                                                      |  |

## Palmarés

### Títulos nacionales
| Título                     | Club               | País            | Año     |
| -------------------------- | ------------------ | --------------- | ------- |
| Copa de la República Checa | Sparta Praga       | República Checa | 2016-17 |
| Liga de la República Checa | Sparta Praga       | República Checa | 2017-18 |
| Copa de la República Checa | Sparta Praga       | República Checa | 2017-18 |
| Liga de la República Checa | Sparta Praga       | República Checa | 2018-19 |
| Copa de la República Checa | Sparta Praga       | República Checa | 2018-19 |
| Supercopa de Italia        | Juventus de Turín  | Italia          | 2019    |
| Serie A                    | Juventus de Turín  | Italia          | 2019-20 |
| Supercopa de Italia        | Juventus de Turín  | Italia          | 2020-21 |
| Serie A                    | Juventus de Turín  | Italia          | 2020-21 |
| Supercopa de Italia        | Juventus de Turín  | Italia          | 2021-22 |
| Serie A                    | Juventus de Turín  | Italia          | 2021-22 |
| Copa de Italia             | Juventus de Turín  | Italia          | 2021-22 |
| Copa de la Reina           | Atlético de Madrid | España          | 2022-23 |

### Distinciones individuales
| Distinción                          | Año     |
| ----------------------------------- | ------- |
| Talento del año en el futbol checo  | 2017    |
| Talento del año en el futbol checo  | 2018    |
| Máxima goleadora de la liga checa   | 2018-19 |
| Mejor futbolista de República Checa | 2021    |
| Mejor futbolista de República Checa | 2022    |